# Dracula dens-canis
Dracula dens-canis är en orkidéart som beskrevs av N.Peláez. Dracula dens-canis ingår i släktet Dracula och familjen orkidéer.
Artens utbredningsområde är Colombia. Inga underarter finns listade i Catalogue of Life.